# Austria (Schiff, 1857)
Die Austria war ein Dampfschiff, das am 13. September 1858 vor den Neufundlandbänken im Atlantik nach einem Feuer an Bord sank.

## Das Schiff
Die Austria wurde in der Werft Caird & Company im schottischen Greenock gebaut und am 23. Juni 1857 zu Wasser gelassen. Das Schiff wurde für die Britische Ostindien-Kompanie als Truppentransporter eingesetzt. Erstmals geriet es am 5. Oktober 1857 im Golf von Biskaya in einen schweren Sturm, wobei ein Besatzungsmitglied getötet wurde. Schwer beschädigt kehrte das Schiff zur Reparatur nach Plymouth zurück. Bei der zweiten Fahrt geriet das Schiff wiederum in einen Sturm, wobei auch eine der beiden Dampfmaschinen schwer beschädigt wurde. Dies hatte wiederum eine Reparatur in Plymouth zur Folge.
Am 1. Mai 1858 wurde die Austria von der deutschen HAPAG übernommen und auf der Strecke Hamburg–New York eingesetzt.

## Untergang

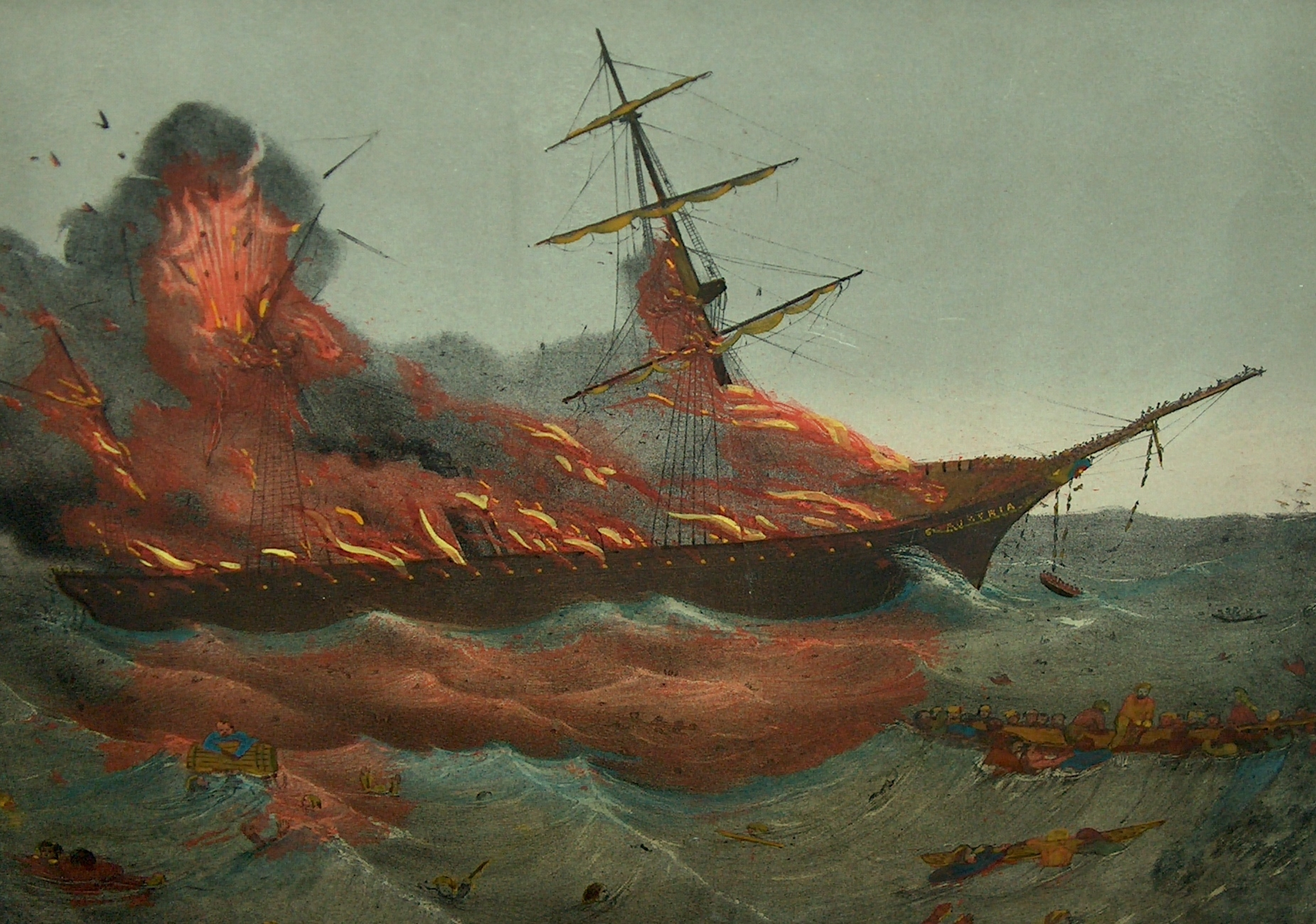
Der Untergang der Austria (Lithografie, Künstler und Entstehungsdatum unbekannt)

Die Austria legte am 1. September 1858 in Hamburg ab und nahm drei Tage später in Southampton weitere Passagiere auf. New York sollte am 18. September erreicht werden.
Vor dem Einlaufen in den Zielhafen New York wurde das Schiff um die Mittagszeit vorschriftsmäßig desinfiziert, indem man die unteren Decks mit Teer ausräucherte. Dazu wurde Teer in einen Bottich gegeben und mit einer rotglühenden Kette, die eingetaucht wurde, Rauch erzeugt. Zwei Stunden später wurde die Kette dem ausführenden Matrosen zu heiß und fiel auf den Holzboden. Das dabei entstehende Feuer breitete sich mittschiffs derartig rasch aus, dass die Dampfmaschine des Schiffsantriebes nicht mehr gestoppt und das Schiffsruder nicht mehr bedient werden konnte. Das Schiff steuerte daraufhin mit voller Geschwindigkeit (rund 10 Knoten) wechselnde Kurse, und der von allen Seiten einfallende Wind fachte das Feuer zusätzlich an.
An Bord brach eine Panik aus, die durch eine Explosion noch verschlimmert wurde. Kapitän F. A. Heydtmann versuchte als einer der ersten, sich in eines der acht an Bord befindlichen Rettungsboote zu begeben. Er ertrank bei dem Versuch, sich an einem Tau zum Rettungsboot abzuseilen. Viele Passagiere starben, nachdem sie vom Deck des Schiffs in das Wasser gesprungen waren und durch die Wellen des laufend abdrehenden Schiffs unter Wasser gezogen wurden. Auch starben viele Passagiere im Wasser durch die rotierende Schiffsschraube.
Nur 89 Passagiere und Besatzungsmitglieder konnten gerettet werden. Das erste Schiff an der Unglücksstelle war die französische Bark Maurice, deren Besatzung die Katastrophe bei dem herrschenden guten Wetter wahrnahm, zur Hilfe eilte und um sieben Uhr abends die ersten Überlebenden aufnehmen konnte. Ein weiteres Schiff, das noch einigen Überlebenden Rettung brachte, war das norwegische Segelschiff Catarina.
Der Untergang der Austria gilt als eines der schwersten Schiffsunglücke in der Zeit der Auswanderung. Bei der Katastrophe kamen 456 Passagiere und Besatzungsmitglieder ums Leben.

## Sonstiges
- Unter den Opfern waren auch Henriette Wulff, eine enge Freundin des dänischen Dichters und Schriftstellers Hans Christian Andersen, und Alexander Friedländer, Aktivist der Deutschen Revolution 1848/49.
- Unter den Überlebenden befand sich Theodore Eisfeld, Chefdirigent der New Yorker Philharmoniker.
- Am 3. November 1858 verlieh der Senat der Hansestadt Hamburg die Hamburgische Ehrendenkmünze in Gold an die Kapitäne der Maurice und der Catarina, Ernest Renaud und C. A. Funnemark, und die Ehrendenkmünze in Silber an H. C. Nivert und drei weitere Offiziere für die Rettung von 89 Passagieren der Austria.[4]
- Im Jahr des Untergangs erschien in Hamburg die das Unglück beschreibende Moritat Stolz zog durch die Meeresfluten.[5]
- Der Zeichentrickfilm Feivel, der Mauswanderer des US-amerikanischen Produzenten Steven Spielberg handelt unter anderem von der Austria.